# Террі Ірвін
Тереза Пенелопа «Террі» Рейнс, у шлюбі Ірвін (англ. Theresa Penelope «Terri» Irwin, англ. Raines, 20 липня 1964, Юджин, Орегон, США) — австралійська натуралістка, письменниця, телеведуча, акторка, охоронниця довкілля та підприємиця американського походження. Захисниця довкілля, власниця Зоопарку Австралії.

## Біографія
Тереза Пенелопа Рейнс народилася 20 липня 1964 року в Юджині (штат Орегон, США) наймолодшою з трьох дочок в сім'ї підприємців Клеренса і Джуді Рейнс.
У 1992—2006 роках була у шлюбі з натуралістом та тележурналістом Стівеном Ірвіном (1962—2006). Має двох дітей — дочка Бінді Сью Ірвін (нар.24.07.1998) і син Роберт Клеренс Ірвін (нар.01.12.2003).

## Кар'єра
Під час роботи в сімейному бізнесі в 1986 році Террі Ірвін увійшла до складу учасників реабілітаційного центру для тварин під назвою «Cougar Country», з чого і розпочалася її кар'єра.
Приєдналася до надзвичайної ветеринарної лікарні в 1989 році, як ветеринарний технік, щоб отримати додаткові знання по догляду та підтримки всіх видів тварин.
У 1991 році вирушила в турне Австралією для проведення реабілітації диких тварин.
У 2007—2008 роках Террі Ірвін з'явилася в двох випусках «The Ellen DeGeneres Show».